# Sterope (ciclope)
Sterope (in greco antico: Στερόπης?, Sterópēs) è un personaggio della mitologia greca, figlio di Urano (il cielo) e di Gea (la terra).

## Mitologia
Era un ciclope, viveva nell'Etna ed era colui che anticipava il fragore del tuono con i lampi.
Esiodo lo descrive (insieme ai suoi fratelli Bronte e Arge) come una creatura prodigiosa e conoscitore dell'arte della lavorazione del ferro. Come i due fratelli forgiava i fulmini di Zeus.